# Rio do Rasto-formatie

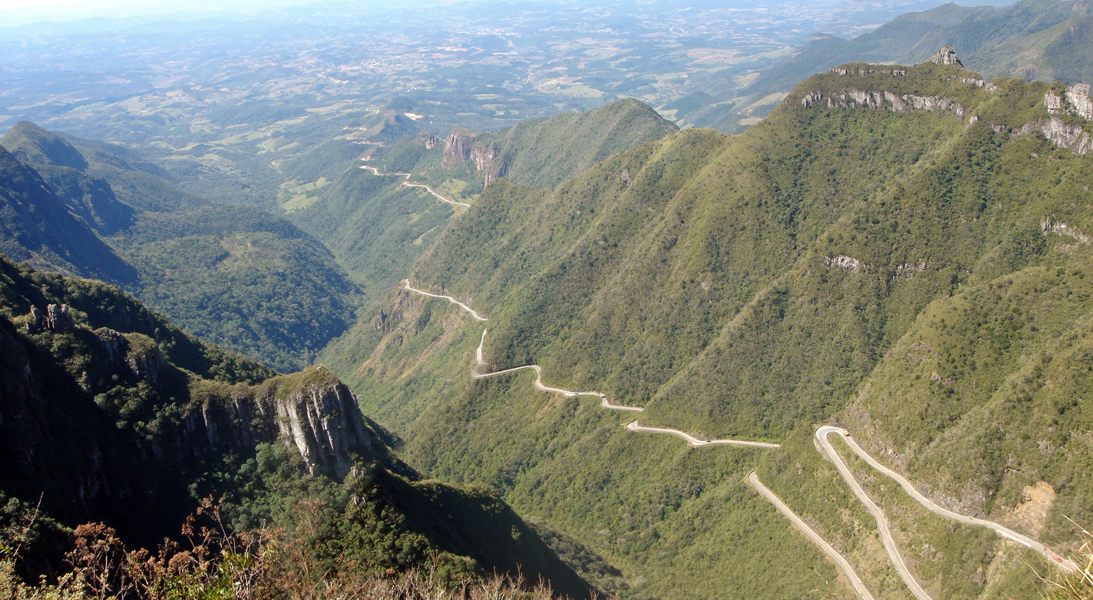
Serra do Rio do Rastro

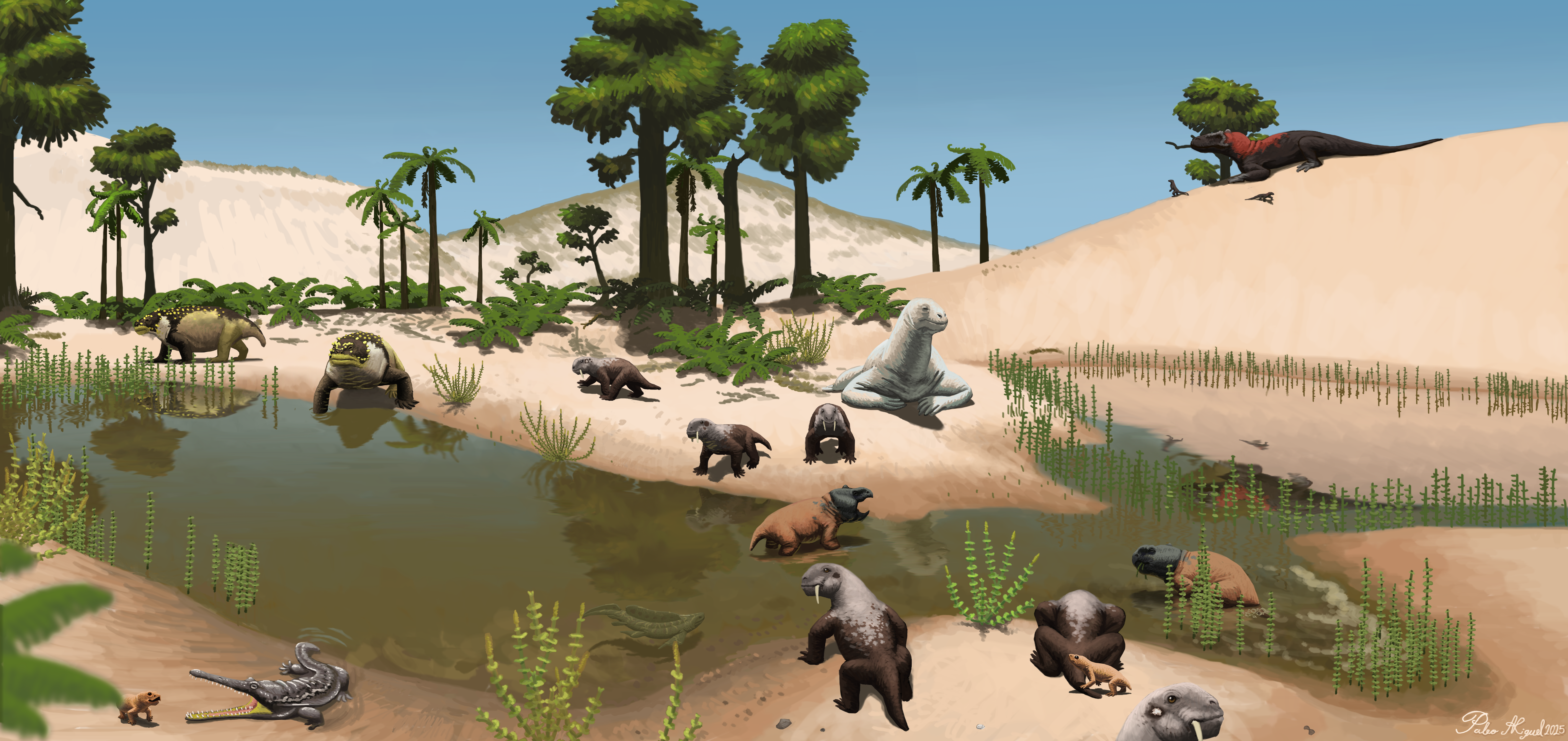
Reconstructie van de fauna van Rio do Rasto

De Rio do Rasto-formatie is een geologische formatie in het Paraná-bekken in zuidelijk Brazilië die afzettingen uit het Perm omvat.  
De Rio do Rasto-formatie omvat twee lagen van verschillende ouderdom uit het Midden-Perm. Het wordt gevolgd door de Sanga do Cabral-formatie van de Rosário do Sul-groep uit het Trias. Eerder in het Perm werd de Pedra do Fogo-formatie afgezet in Brazilië. De fauna van de Rio do Rasto-formatie komt wat betreft samenstelling sterk overeen met die van de fossielenlocaties uit deze periode in Rusland en Afrika zoals de Tapinocephalus Assemblage Zone van de Zuid-Afrikaanse Beaufortgroep en de Ruhuhu-formatie in Tanzania . 
De Rio do Rasto-formatie is afgezet in een droog deltagebied met duinen, afgewisseld met vloedvlaktes, kleine zoetwatermeren en rivieren. Het gebied was in het Midden-Perm begroeid met Glossopteris-bomen en paardenstaarten. Er heerste een warm gematigd klimaat met een lang droogseizoen.

## Serrinha-lid
Het Serrinha-lid dateert uit het Roadien met een ouderdom van circa 270,6 miljoen jaar. In dit deel van de formatie zijn fossielen van vissen gevonden:  hybodontiforme en xenacanthiforme haaien, coelacanthen en straalvinnige vissen zoals Palaeonisciformes.

## Morro Pelado-lid
Het Morro Pelado-lid is afgezet tijdens het Wordien tot vroegste Capitanien, 268 tot 265 miljoen jaar geleden. Naast haaienfossielen zijn ook diverse tetrapoden bekend uit het Morro Pelado-lid. 
De therapsiden werden in de paleofauna van het Morro Pelado-lid vertegenwoordigd door de Dinocephalia en de Anomodontia. Pampaphoneus uit de Syodontinae van de Anteosauridae is de enige goed bekende dinocephaliër. Verder zijn fossielen van een tweede vorm uit de Anteosauridae en niet nader te classificeren dinocephaliërs uit de Titanosuchidae en de Tapinocephalidae gevonden. De tapincephaliër vertoont overeenkomsten met Afrikaanse moschopine geslachten zoals Moschops en Moschognathus. Van de Anomodontia zijn drie geslachten bekend uit de Rio do Rasto-formatie: Tiarajudens uit de Anomocephaloidea en de dicynodonten Rastodon en Endothiodon. 
De therapsiden deelden hun leefgebied op het land met de pareiasauriër Provelosaurus en een naamloze archosauromorf. 
In het water leefden grote amfibieën uit de Temnospondyli met ongeveer twee meter lange vormen uit de Rhinesuchidae (Australerpeton, Rastosuchus en Parapytanga) en circa drie meter lange vormen behorend tot de Archegosauridae (Bageherpeton en Konzhukovia). Het waren aquatische roofdieren met een vergelijkbare leefwijze als krokodillen en gavialen. 